# Елементарний об'єкт розробки
Елементарний об'єкт розробки (рос. объект разработки элементарный; англ. elementary exploitation play (target); нім. elementares Exploitationsobjekt n) – 
- 1) Пласт або кілька пластів корисної копалини в межах розглядуваної площі родовища або її частини.
- 2) У нафто- та газовидобуванні – надійно ізольований зверху і знизу непроникними породами окремий продуктивний (нафтовий, газовий) пласт, а також кілька пластів, гідродинамічно сполучених між собою в межах розглядуваної площі родовища або її частини. Син. – поклад.